# Neoborella xanthenes
Neoborella xanthenes är en insektsart som beskrevs av Jon L. Herring 1972. Neoborella xanthenes ingår i släktet Neoborella och familjen ängsskinnbaggar. Inga underarter finns listade i Catalogue of Life.